# Cnum
Cnum o Khnemu (en grec antic Χνούμ Khnoúm; en egipci ẖnmw) és un déu egipci representat com un home amb cap de xai. Es considera el creador dels éssers humans, els quals modela amb argila vinguda del Nil, riu que en depèn per les seves crescudes. És per això que se'l representa sovint amb un nen que surt d'una roda de terrissaire. La paraula ba podia significar alhora xai i ànima, d'aquí l'associació d'aquestes imatges amb el mateix déu.
Comparteix funcions amb Ra i Aton, ja que és també un déu del sol i del renaixement. Amb el pas dels segles, va relacionar-se també amb Min. Estava casat amb Menhit (alternativament, Heget) i amb ella fou pare d'Hike.
L'adoraven a l'illa Elefantina juntament amb Anucis i Satis, i allí era considerat el guardià de les fonts del Nil. Era el déu de la ciutat d'Esna, on encara hi ha restes d'un temple dedicat a Cnum, construït pels ptolemeus al segle ii aC.